# Saga dei vichinghi di Jomsborg
La Saga dei vichinghi di Jomsborg (Jómsvíkinga saga) è una saga dei re norrena che tratta della fondazione di Jomsborg da parte di Palnatoke e della gente che successivamente la abitò, la famosa fratellanza dei vichinghi di Jomsborg. La saga narra anche della loro sconfitta nella Battaglia di Hjörungavágr del 986, quando Sigvald Jarl, successore di Palnatoke come capo della fratellanza, condusse i suoi uomini in Norvegia per deporre Haakon Sigurdsson, ufficialmente conte di Lade ma di fatto re di Norvegia.